# Sletta (Troms)
Sletta est une localité du comté de Troms, en Norvège.

## Géographie
Administrativement, Sletta fait partie de la kommune de Balsfjord.